# Organi della basilica di San Pietro in Vaticano
Nella basilica di San Pietro in Vaticano si trovano cinque organi a canne:
- l'organo maggiore, costruito nel 1962 dalla Pontificia Fabbrica d'organi Comm. Giovanni Tamburini unendo due strumenti precedenti, costruiti rispettivamente dalla ditta organaria Walcker nel (1894-1895) e da Carlo Vegezzi Bossi (1902); situato ai lati dell'abside, dispone di 76 registri su quattro tastiere e pedaliera;[1]
- gli organi della cappella del Coro, costruiti rispettivamente da Nicola Morettini nel 1887 (organo di sinistra, con 18 registri su 2 tastiere e pedaliera)[2] e dalla ditta Tamburini nel 1974 (organo di destra, con 25 registri su 2 tastiere e pedaliera);[3]
- l'organo della cappella del Santissimo Sacramento, costruito da Francesco Morettini nel 1914, con 9 registri e unica tastiera e pedaliera;[4]
- l'organo mobile, costruito dalla ditta Walcker nel 1981 e donato a papa Giovanni Paolo II nel 1985, con 11 registri su due tastiere e pedaliera.[5]

## Storia

### Gli organi della basilica costantiniana

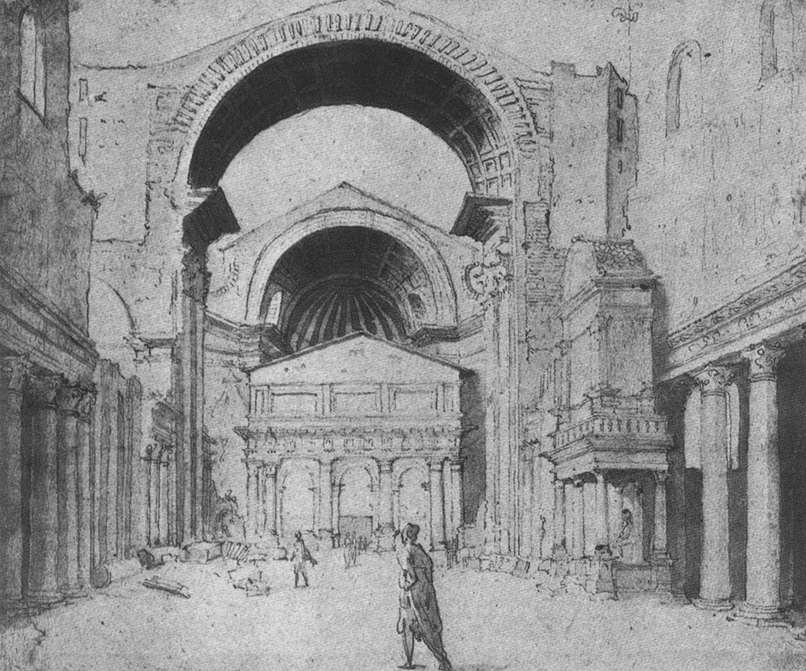
Incisione di Maarten van Heemskerck raffigurante l'antica basilica di San Pietro in parte demolita per far posto alla nuova, con l'organo di Domenico di Lorenzo sopra la statua di San Pietro.

I primi pagamenti per la riparazione dell’organo della basilica finora rintracciati sono datati 1345 e 1347. Nel corso del XV secolo essa venne dotata di almeno quattro strumenti: il primo fu costruito dall'organaro tedesco Paolo di Enrico Wenchen tra il 1416 e il 1424; il secondo fu commissionato all'organaro veneto Urbano Spera nel 1448; il terzo, situato nei pressi del coro, fu costruito nel 1479 da Giacomo Giovanni da Lucca e disponeva di 4 registri; il quarto fu costruito nel 1496 dall'organaro Domenico di Lorenzo da Lucca per volere di Alessandro VI. Quest'ultimo fu il primo organo a carattere monumentale della basilica: era collocato sopra una cantoria sorretta da sei colonne posta a ridosso della parete destra della navata centrale dell'antica basilica, nei pressi dell'arco trionfale e al di sopra della statua bronzea di san Pietro e dell'altare di San Pastore; il materiale fonico era integralmente racchiuso all'interno di una cassa lignea decorata dal pittore bolognese Giovanni Aspertini, con prospetto in sette campi (dei quali i tre minori con organetti morti) sormontato da un coronamento ad arco recante lo stemma di Alessandro VI; lo strumento rimase in loco anche durante la demolizione della vecchia chiesa venendo spostato in base al progredire dell'opera e, danneggiato dai lavori, fu restaurato nel 1525. Venne completamente saccheggiato delle sue canne durante il Sacco di Roma del 1527.

### Gli organi della basilica attuale

#### XVI-XIX secolo
Nel 1536 vennero costruiti dall'organaro veneziano Alessandro Tansuntino due nuovi organi, di cui uno portatile con canne in ebano.

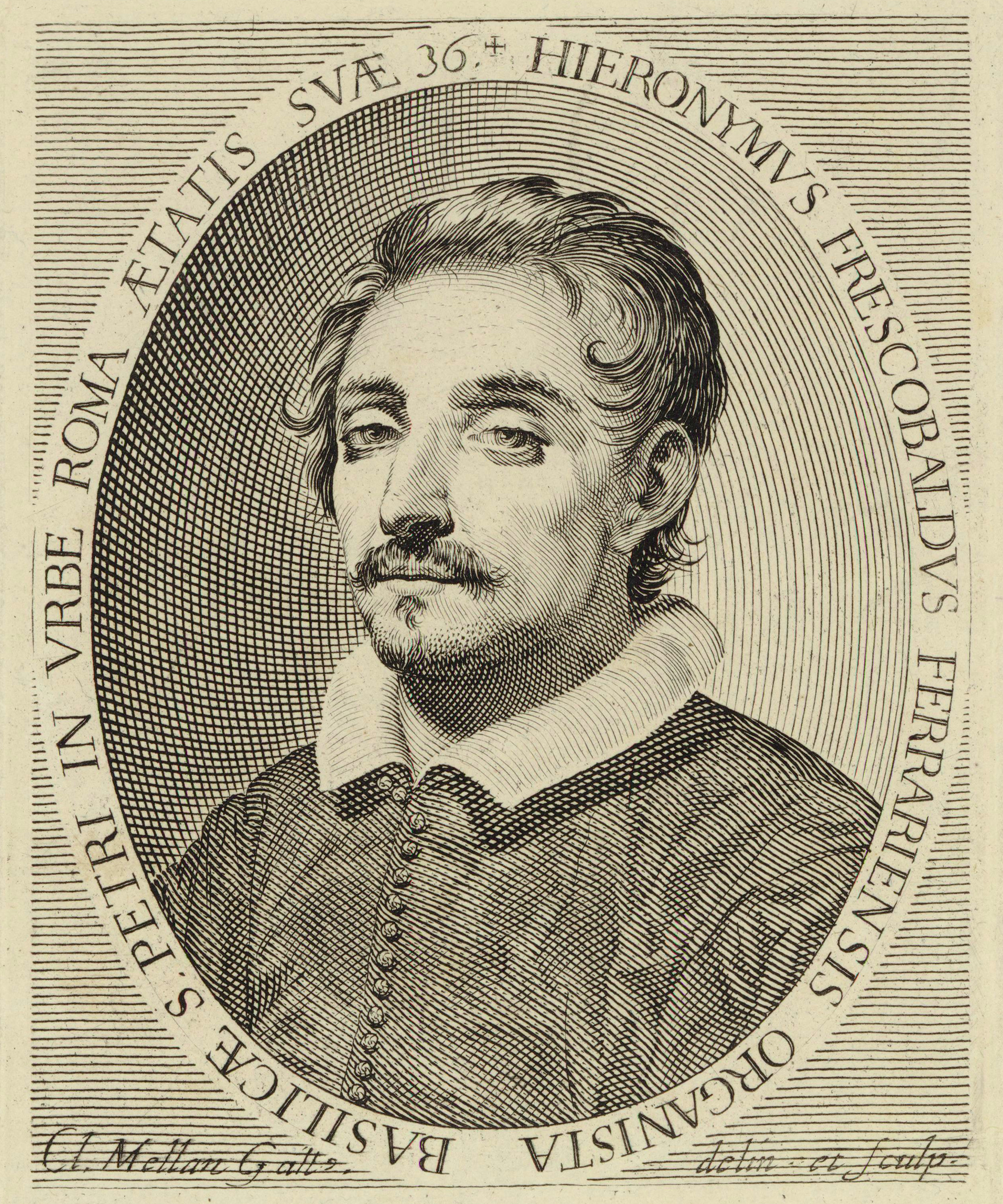
Girolamo Frescobaldi

Nel 1580, al tempo di Gregorio XIII, agli organari Marino e Vincenzo da Sulmona fu commissionata la costruzione di un nuovo organo. Lo strumento venne collocato nella cappella Gregoriana, sulla parete alla destra dell'altare, sopra una cantoria. La cassa viene realizzata su disegno di Giacomo della Porta nel 1582. Lo strumento, fatto gravemente danneggiare dall'allora organista della basilica Giovan Battista Zucchelli, con l'intento di affidarne il restauro a Luca Biagi, suo organaro di fiducia, e trarne profitto, venne restaurato ed ampliato una prima volta nel 1608 (l'anno in cui Girolamo Frescobaldi era stato nominato organista della basilica) da Armodio Maccioni e una seconda nel 1626 da Ennio Bonifazi; in tale occasione viene dotato di una seconda mostra verso la cappella del Santissimo Sacramento. Nel 1853 quest'organo fu interamente spostato con tutta la cassa lignea nella cappella del Ss. Sacramento per lasciare spazio al spelocro di Gregorio XVI.

Nel 1609, in occasione della demolizione della navata della vecchia basilica, l'antico organo quattrocentesco di Domenico da Lucca venne rimosso e rimontato nella cappella Clementina, in una posizione analoga a quello della cappella Gregoriana, di fronte "all'altare di S Pietro crocifisso", venendo i lavori affidati ad Armodio Maccioni organaro della basilica.
Nel 1626 Ennio Bonifazi costruì un nuovo organo per la cappella del Coro, dalla parte dell'altare di S. Gregorio, con una facciata rivolta verso la cappella Clementina. Quest'organo venne completamente rifatto da Filippo Testa negli anni 1722-25, secondo le indicazioni del maestro di cappella Giuseppe Ottavio Pitoni e dell’organista Giacomo Simonelli. Il nuovo strumento realizzato da Testa era di 16’, a due tastiere di 57 note: la prima azionante l’organo grande dotato di tredici registri (11 di ripieno, 2 flauti, presumibilmente in ottava e in XII, e tromboni); la seconda un «piccolo organo di cinque registri […] per concertar dal piano al forte».
Tuttavia, per la sua posizione, i due organi erano udibili in tutta la basilica. Nel progettare i pilastri di sostegno della cupola, Michelangelo aveva forse in mente di costruire sopra ognuno di essi una cantoria su cui porre gli organi, analogamente alla dislocazione presente dal XV secolo nel duomo di Firenze. Nessun organo, tuttavia, venne collocato su queste cantorie, e Urbano VIII preferì utilizzarle per l'ostensione delle reliquie.
Per sopperire le esigenze di particolari cerimonie nel 1637 Ennio Bonifazi costruì un organo a quattordici registri collocatao in una ricca cassa lignea, trasportabile su ruote, su progetto di Luigi Bernini sovrintendente della basilica vaticana. Nel 1720 Filippo Testa costruì un nuovo organo mobile. Solo uno di questi due strumenti rimase in uso fino alla fine del XIX secolo: l'altro, infatti, andò distrutto durante l'invasione francese. Per sopperire alla mancanza dell'organo distrutto, papa Pio IX ordinò, nel 1852, a Enrico e Giacomo Priori di costruire un nuovo organo mobile.

#### Progetti per un grande organo in controfacciata
Nel 1875, venne proposta a Pio IX dall'organaro francese Aristide Cavaillé-Coll la costruzione di un grande organo a canne da collocarsi sopra una cantoria appositamente costruita a ridosso della parete di controfacciata in quanto la basilica vaticana rimaneva priva di uno strumento adeguato alla sua importanza e alle sue dimensioni. Lo strumento avrebbe dovuto essere alloggiato entro una fastosa cassa in stile neobarocco, disegnata dall'architetto francese Alphonse Simil; essa sarebbe dovuta essere di dimensioni monumentali (con un'altezza di circa 26 m e una larghezza di circa 20 m) ed essere composta da una struttura portante in ferro rivestita in bronzo e ceramica secondo la tecnica del cloisonné; la mostra si sarebbe articolata in più campi con quattro tourelles contenenti canne dell'ordine dei 32'.
L'organo monumentale doveva avere il sistema di trasmissione misto già adottato da Cavaillé-Coll per gli organi maggiori della chiesa di Saint-Sulpice (1857-1862) e della cattedrale di Notre-Dame (1862-1867) a Parigi: meccanico con leva Barker per le tastiere, pneumatico per i registri (con la possibilità per l'organista di avere 15 combinazioni libere). I registri in totale sarebbero stati 155 registri, per un totale di 8316 canne; lo strumento avrebbe presentato caratteristiche peculiari dell'organo francese romantico quali anche nuove sonorità introdotte dal medesimo organaro per l'organo maggiore della cattedrale di Parigi. La consolle avrebbe trovato luogo al di sotto dell'arcata centrale della cantoria, rivolta verso l'abside; avrebbe avuto cinque tastiere di 61 note e pedaliera parallela di 32, con i registri azionati da pomelli disposti su gradoni curvi ai lati dei manuali, analogamente a quelle di Saint-Sulpice e Notre-Dame.
La sua disposizione fonica sarebbe stata la seguente:
| I - Grand-Orgue      |         |
| Montre               | 16'     |
| Bourdon              | 16'     |
| Montre               | 8'      |
| Flûte harmonique     | 8'      |
| Diapason             | 8'      |
| Viole de gambe       | 8'      |
| Bourdon              | 8'      |
| Dulciana             | 8'      |
| Grosse quinte        | 5.1/3'  |
| Prestant             | 4'      |
| Flûte                | 4'      |
| Octave               | 4'      |
| Quinte               | 2.2/3'  |
| Doublette            | 2'      |
| Grande fourniture    | 4 rangs |
| Grosse cymbale       | 5 rangs |
| Fourniture           | 3 rangs |
| Cymbale              | 4 rangs |
| Basson               | 16'     |
| Trompette harmonique | 8'      |
| Basson               | 8'      |
| Clairon              | 4'      |

| I - Grand-Chœur         |        |
| Basse acoustique        | 16'    |
| Grosse flûte harmonique | 16'    |
| Violoncelle             | 8'     |
| Flûte harmonique        | 8'     |
| Diapason                | 8'     |
| Unda maris              | 8'     |
| Prestant                | 4'     |
| Flûte octaviante        | 4'     |
| Octavin                 | 2'     |
| Grand cornet 5 rangs    | 8'     |
| Sesquialtera 3 rangs    | 8'     |
| Tuba magna              | 16'    |
| Tuba mirabilis          | 8'     |
| Quinte trompete         | 5.1/3' |
| Clairon                 | 4'     |
| Clairon doublette       | 2'     |

| II - Bombarde         |        |
| Principale basse      | 16'    |
| Quintatön             | 16'    |
| Flûte harmonique      | 8'     |
| Flûte conique         | 8'     |
| Kéraulophone          | 8'     |
| Bourdon               | 8'     |
| Grosse flûte          | 4'     |
| Octave                | 4'     |
| Grosse tierce         | 3.1/5' |
| Nazard                | 2.2/3' |
| Septième              | 2.2/7' |
| Octavin               | 2'     |
| Grosse cornet 5 rangs | 16'    |
| Bombarde              | 16'    |
| Trompette             | 8'     |
| Clairon               | 4'     |

| IV - Récit expressif |     |
| Bourdon              | 16' |
| Corni dolci          | 16' |
| Flûte harmonique     | 8'  |
| Flûte à pavillon     | 8'  |
| Viole de gambe       | 8'  |
| Voix céleste         | 8'  |
| Dulciana             | 4'  |
| Flûte octaviante     | 4'  |
| Octave               | 4'  |
| Flageolet            | 2'  |
| Musette              | 8'  |
| Voix humaine         | 8'  |
| Basson               | 16' |
| Trompette harmonique | 8'  |
| Clairon harmonique   | 4'  |
| Cornet de 5 rangs    | 8'  |
| Trémolo              |     |

| III - Positif        |        |
| Violon Basse         | 16'    |
| Bourdon              | 16'    |
| Flûte traversière    | 8'     |
| Diapason             | 8'     |
| Salicional           | 8'     |
| Cor de nuit          | 8'     |
| Voix angélique       | 8'     |
| Flûte douce          | 4'     |
| Dulciana             | 4'     |
| Quinte               | 2.2/3' |
| Doublette            | 2'     |
| Plein jeu 5 rangs    | 8'     |
| Cor d'harmonie       | 16'    |
| Trompette harmonique | 8'     |
| Cromorne             | 8'     |
| Basson et hautbois   | 8'     |

| V - Solo expressif           |        |
| Soubasse                     | 16'    |
| Flûte Conique                | 16'    |
| Flûte traversière harmonique | 8'     |
| Diapason                     | 8'     |
| Quintatön                    | 8'     |
| Flûte octaviante             | 4'     |
| Nazard                       | 2.2/3' |
| Doublette                    | 2'     |
| Tierce                       | 1.3/5' |
| Larigot                      | 1.1/3' |
| Septième                     | 1.1/7' |
| Piccolo                      | 1'     |
| Cor anglais                  | 16'    |
| Clarinette                   | 8'     |
| Trompette harmonique         | 8'     |
| Violon harmonique            | 4'     |
| Trémolo                      |        |

| Pédale           |         |
| Principale basse | 32'     |
| Montre           | 32'     |
| Gros bourdon     | 32'     |
| Basse acoustique | 32'     |
| Grosse flûte     | 16'     |
| Contre-basse     | 16'     |
| Violonbasse      | 16'     |
| Soubasse         | 16'     |
| Grosse quinte    | 10.2/3' |
| Grosse flûte     | 8'      |
| Diapason         | 8'      |
| Violoncelle      | 8'      |
| Bourdon          | 8'      |
| Grand tierce     | 6.2/5'  |
| Grosse quinte    | 5.1/3'  |
| Septième         | 4.4/7'  |
| Octave           | 4'      |
| Contre-bombarde  | 32'     |
| Bombarde         | 16'     |
| Quinte bombarde  | 10.2/3' |
| Trompette        | 8'      |
| Clairon          | 4'      |

Tuttavia, nonostante dimostrazioni di grande stima, il pontefice non diede una risposta definitiva, affermativa o negativa, né prima, né dopo, tanto da scoraggiare Cavaillé-Coll; fra i sostenitori di quest'ultimo, vi era anche Franz Liszt, che accusò apertamente il capitolo vaticano di boicottaggio. Con la presa di Roma (20 settembre 1870), l'idea venne accantonata, ma, nel 1887, l'organaro la propose al nuovo pontefice, Leone XIII e realizzò dello strumento un dettagliato modello in scala 1:10. Tuttavia il progetto non venne mai attuato.
Nel 1910, Charles Mutin, successore ed erede di Aristide Cavaillé-Coll, presentò al pontefice allora regnante, Pio X, un progetto aggiornato per il grande organo. Nel frattempo, il celebre organista francese Charles-Marie Widor aveva costituito un comitato internazionale con lo scopo di raccogliere i fondi necessari per la costruzione dello strumento. Nel 1914 venne raggiunta la somma di 60.000 franchi, che venne però destinata ad alcune migliorie della basilica.
Il progetto di Mutin prevedeva 150 registri suddivisi fra le cinque tastiere di 61 note ciascuna e pedaliera di 30 note per un totale di 10.603 canne e con la seguente disposizione fonica:
| I - Grand-Orgue      |         |
| Montre               | 16'     |
| Gambe                | 16'     |
| Bourdon              | 16'     |
| Quinte               | 10.2/3' |
| Montre               | 8'      |
| Diapason             | 8'      |
| Flûte harmonique     | 8'      |
| Viole de gambe       | 8'      |
| Bourdon              | 8'      |
| Dulciana             | 8'      |
| Grosse quinte        | 5.1/3'  |
| Prestant             | 4'      |
| Octave               | 4'      |
| Flûte octaviante     | 4'      |
| Quinte               | 2.2/3'  |
| Doublette            | 2'      |
| Tierce               | 1.3/5'  |
| Grande fourniture    | IV      |
| Grosse cymbale       | V       |
| Fourniture           | III     |
| Cymbale              | IV      |
| Bombarde             | 16'     |
| Basson               | 16'     |
| Trompette harmonique | 8'      |
| Basson               | 8'      |
| Clairon              | 4'      |
| Soprano              | 4'      |

| II - Bombarde      |        |
| Principale basse   | 16'    |
| Quintatön          | 16'    |
| Jubal              | 8'     |
| Flûte harmonique   | 8'     |
| Flûte conique      | 8'     |
| Kéraulophone       | 8'     |
| Bourdon            | 8'     |
| Grosse quinte      | 5.1/3' |
| Grosse flûte       | 4'     |
| Principal          | 4'     |
| Violon             | 4'     |
| Tierce             | 3.1/5' |
| Nazard             | 2.2/3' |
| Septième           | 2.2/7' |
| Octavin            | 2'     |
| Piccolo harmonique | 1'     |
| Grosse cornet V    | 16'    |
| Plein jeu          | V      |
| Tuba magna         | 16'    |
| Tuba mirabilis     | 8'     |
| Trompette quinte   | 5.1/3' |
| Clairon            | 4'     |
| Clairon doublette  | 2'     |

| III - Positif        |        |
| Violon Basse         | 16'    |
| Bourdon              | 16'    |
| Diapason             | 8'     |
| Flûte traversière    | 8'     |
| Cor de nuit          | 8'     |
| Salicional           | 8'     |
| Viola                | 8'     |
| Voix angélique       | 8'     |
| Principal            | 4'     |
| Flûte Douce          | 4'     |
| Nazard               | 2.2/3' |
| Flageolet            | 2'     |
| Carillon             | III    |
| Cornet               | V      |
| Cor d'harmonie       | 16'    |
| Trompette harmonique | 8'     |
| Cromorne             | 8'     |
| Basson-hautbois      | 8'     |
| Violon harmonique    | 4'     |

| IV - Récit expressif |        |
| Gambe                | 16'    |
| Bourdon              | 16'    |
| Diapason             | 8'     |
| Flûte harmonique     | 8'     |
| Flûte à pavillon     | 8'     |
| Bourdon              | 8'     |
| Viole de gambe I     | 8'     |
| Viole de gambe II    | 8'     |
| Voix célestes I      | 8'     |
| Voix célestes II     | 8'     |
| Quinte               | 5.1/3' |
| Prestant             | 4'     |
| Flûte octaviante     | 4'     |
| Viole d'amour        | 4'     |
| Eoline               | 4'     |
| Grosse tierce        | 3.1/5' |
| Nazard               | 2.2/3' |
| Septième             | 2.2/7' |
| Octavin              | 2'     |
| Tierce               | 1.3/5' |
| Larigot              | 1.1/3' |
| Septième             | 1.1/7' |
| Piccolo              | 1'     |
| Cornet V             | 8'     |
| Plein jeu            | VII    |
| Clarinette           | 16'    |
| Clarinette           | 8'     |
| Voix humaine         | 8'     |
| Musette              | 8'     |
| Bombarde             | 16'    |
| Trompette harmonique | 8'     |
| Quinte trompette     | 5.1/3' |
| Clairon harmonique   | 4'     |
| Clairon Doublette    | 2'     |

| V - Solo expressif          |        |
| Soubasse                    | 16'    |
| Flûte conique               | 16'    |
| Diapason                    | 8'     |
| Flûte traversière           | 8'     |
| Quintatön                   | 8'     |
| Viola da gamba              | 8'     |
| Violon                      | 4'     |
| Flûte octaviante            | 4'     |
| Nazard                      | 2.2/3' |
| Septième                    | 1.1/7' |
| Piccolo                     | 1'     |
| Cor anglais                 | 16'    |
| Cor harmonique              | 8'     |
| Trompette harmonique        | 8'     |
| Clairon harmonique          | 4'     |
| Tuba magna en chamade       | 16'    |
| Tuba mirabilis en chamade   | 8'     |
| Quinte trompette en chamade | 5.1/3' |
| Cor harmonique en chamade   | 4'     |

| Pédale           |         |
| Basse acoustique | 32'     |
| Principale basse | 32'     |
| Montre           | 32'     |
| Grosse flûte     | 16'     |
| Contre-basse     | 16'     |
| Violon-basse     | 16'     |
| Soubasse         | 16'     |
| Grosse quinte    | 10.2/3' |
| Grosse flûte     | 8'      |
| Diapason         | 8'      |
| Violoncelle      | 8'      |
| Bourdon          | 8'      |
| Grand tierce     | 6.2/5'  |
| Grosse quinte    | 5.1/3'  |
| Septième         | 4.4/7'  |
| Octave           | 4'      |
| Viole            | 4'      |
| Flûte            | 4'      |
| Tierce           | 3.1/5'  |
| Quinte           | 2.2/3'  |
| Contre bombarde  | 32'     |
| Bombarde         | 16'     |
| Quinte Bombarde  | 10.2/3' |
| Trompette        | 8'      |
| Quinte trompette | 5.1/3'  |
| Clairon          | 4'      |

#### Organi Walcker e Vegezzi-Bossi

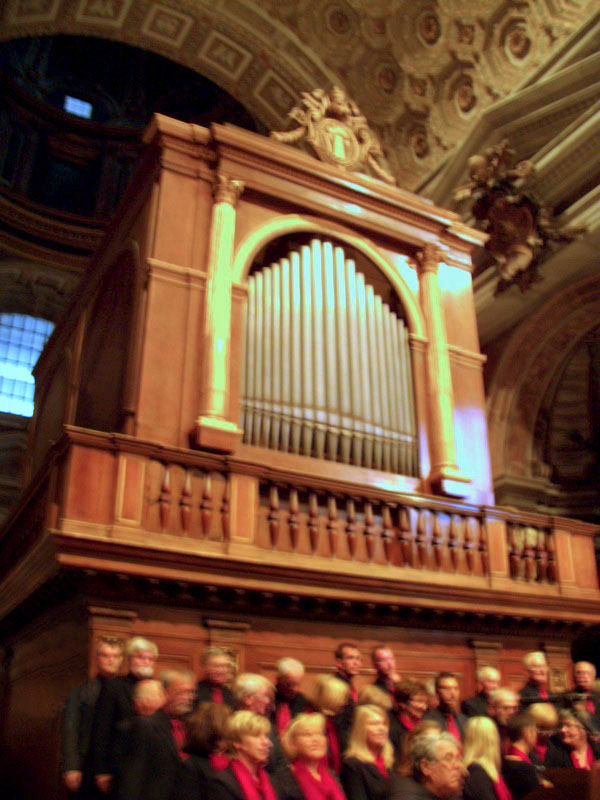
L'organo Walcker (corpo di sinistra dell'attuale organo maggiore)

Nel 1895 era stato costruito dagli eredi dell'organaro tedesco Eberhard Friedrich Walcker un organo mobile di medie dimensioni (opus 732), costituito da una cassa in legno sobriamente decorata unita al basamento con all'interno le ruote per consentire lo spostamento dello strumento. L'organo era a trasmissione pneumatica e disponeva di 20 registri; la sua consolle aveva due tastiere di 56 note ciascuna e pedaliera di 30, con la seguente disposizione fonica:
| I - Grand'Organo |      |
| Principal        | 8'   |
| Bourdon          | 16'  |
| Flûte            | 8'   |
| Viola di gamba   | 8'   |
| Dolce            | 8'   |
| Trompete         | 8'   |
| Octave           | 4'   |
| Rohrflöte        | 4'   |
| Fourniture       | IV–V |

| II - Espressivo        |    |
| Violon principal       | 8' |
| Lieblich gedackt       | 8' |
| Aeoline                | 8' |
| Voix céleste           | 8' |
| Clarinette             | 8' |
| Flauto dolce           | 4' |
| fuori cassa espressiva |    |
| Stentor flûte          | 8' |
| Stentor gamba          | 8' |

| Pedale       |     |
| Sous basse   | 16' |
| Violon basse | 16' |
| Violon       | 8'  |

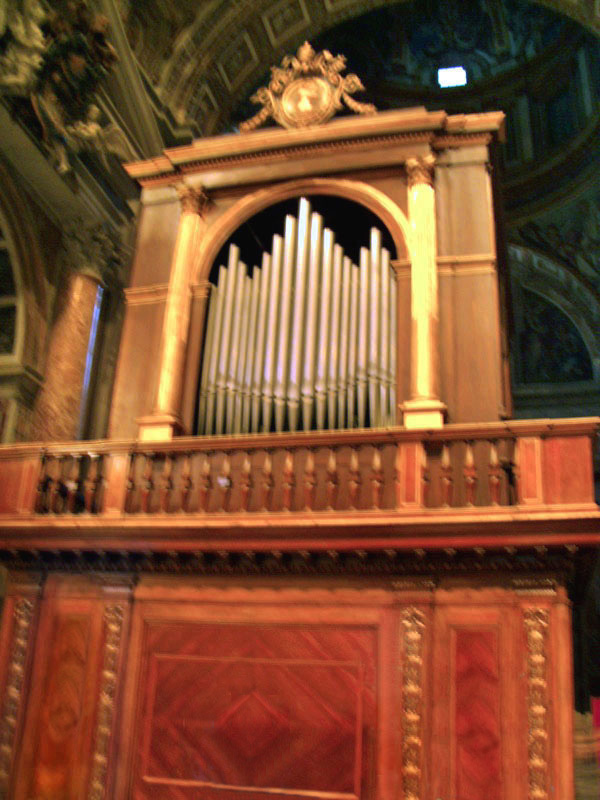
L'organo Walcker (corpo di destra dell'attuale organo maggiore)

Nel 1902, fu affidata a Carlo Vegezzi Bossi la costruzione di un nuovo organo a canne, anch'esso mobile. Lo strumento, esternamente gemello all'organo Walcker, aveva anch'esso 20 registri e la sua consolle era a due tastiere di 58 note ciascuna e pedaliera di 27, con la seguente disposizione fonica:
| I - Grand'Organo   |        |
| Ripieno            | 6 file |
| Decimaseconda      | 2.2/3' |
| Decimaquinta       | 2'     |
| Ottava             | 4'     |
| Unda maris         | 8'     |
| Flauto traversiere | 8'     |
| Salizionale        | 8'     |
| Principale         | 8'     |
| Principale         | 16'    |
| Tromba             | 8'     |

| II - Espressivo |    |
| Oboe            | 8' |
| Viola gamba     | 8' |
| Viola celeste   | 8' |
| Concerto viole  | 8' |
| Bordone         | 8' |
| Flauto armonico | 4' |
| Tremolo         |    |

| Pedale       |     |
| Subbasso     | 16' |
| Contrabbasso | 16' |
| Bordone      | 8'  |
| Violoncello  | 8'  |

#### Seconda metà del XX secolo
I due organi mobili venivano collocati nella basilica in base alle esigenze liturgiche di volta in volta. In seguito, vennero posizionati stabilmente ai lati dell'abside, sotto i due archi che uniscono quest'ultima agli ambulacri, l'organo Walcker a sinistra e l'organo Vegezzi-Bossi a destra.

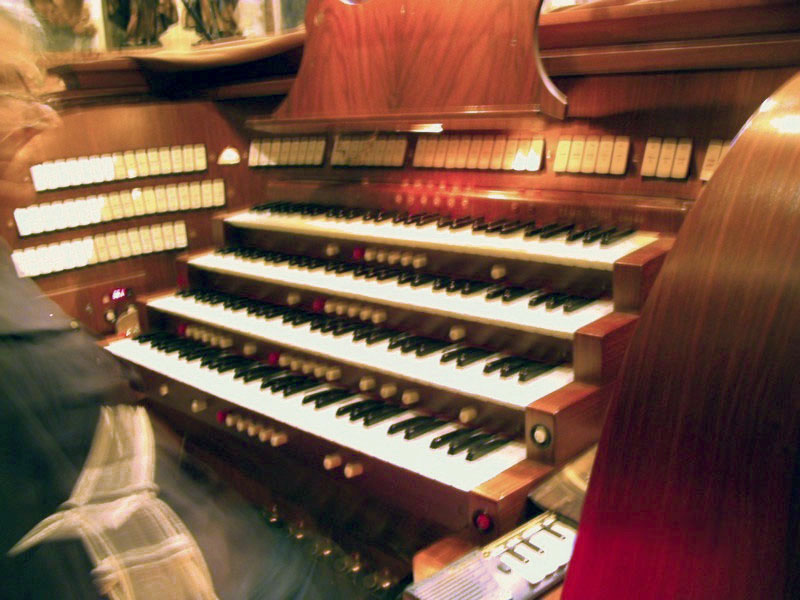
La consolle Tamburini a quattro tastiere (1962)

Nel 1953, la ditta Tamburini, per volere di Pio XII, fece un intervento di ampliamento (opus 324) dell'organo di Vegezzi-Bossi sotto la direzione di Fernando Germani, organista della basilica. Germani stesso diresse l'importante intervento effettuato nel 1962 (opus 463), sempre ad opera di Tamburini, in vista del Concilio Vaticano II; in tale occasione, pur mantenendo la capacità dei due corpi di essere spostati, i due organi furono uniti ad un'unica consolle a quattro tastiere:
- la prima, il Positivo aperto, corrispondente al Grand'Organo dell'organo Vegezzi-Bossi;
- la seconda, il Grand'Organo, corrispondente al Grand'Organo dell'organo Walcker;
- la terza, l'Espressivo, corrispondente all'Espressivo dell'organo Walcker;
- la quarta, l'Eco espressivo, corrispondente all'Espressivo dell'organo Vegezzi-Bossi.

La pedaliera comanda le due sezioni di pedale, ognuna in uno dei due corpi. Vennero aggiunti molti registri fino a donare all'organo la sua conformazione attuale, con un totale di 76 registri.
Lo strumento è stato restaurato nel 1999 dalla ditta Mascioni che, in quell'occasione, ha fornito un'ulteriore consolle mobile a tre tastiere (la terza tastiera controlla contemporaneamente l'Espressivo e l'Eco) con trasmissione via radio. L'organo viene regolarmente utilizzato per le celebrazioni nella basilica. Per le celebrazioni nella piazza, veniva utilizzata la consolle Mascioni e il suono viene diffuso all'esterno grazie ad un sistema di amplificazione.
Nel 2000 l'organaro Carlo Soracco ha restaurato l'organo Morettini della cappella del Coro, mentre l'organaro Daniele Giani ha restaurato l'organo della cappella del Santissimo Sacramento nel 2009, nel 2011 l'organo Walcker donato nel 1985 a papa Giovanni Paolo II e nel 2012 l'organo Morettini della cappella del Coro.

## Organo maggiore
L'organo a canne della basilica di San Pietro è a trasmissione integralmente elettrica e dispone di 76 registri per un totale di circa 5000 canne.
Lo strumento è costituito da due corpi separati collocati ai due lati dell'abside, sotto le arcate che immettono negli ambulacri. Ogni corpo è situato sopra un alto basamento cintato in alto da una balaustra, con il materiale fonico racchiuso all'interno di una cassa lignea in stile neoclassico con elementi decorativi dorati; la facciata di ognuna delle due casse è costituita da un'apertura con arco a tutto sesto posta in mezzo a due semicolonne corinzie dorate e sormontata da uno stemma:
- il corpo di destra (già organo Vegezzi-Bossi) è sormontato dallo stemma di papa Pio XII e ha una mostra costituita da 19 canne del registro di Principale 8' disposte in tre cuspidi e con le bocche a mitria allineate;
- il corpo di sinistra (già organo Walcker) è sormontato dallo stemma di papa Giovanni XXIII e la sua mostra è costituita da 19 canne del registro di Principale 8' disposte in una cuspide unica e con le bocche a scudo allineate.[33]

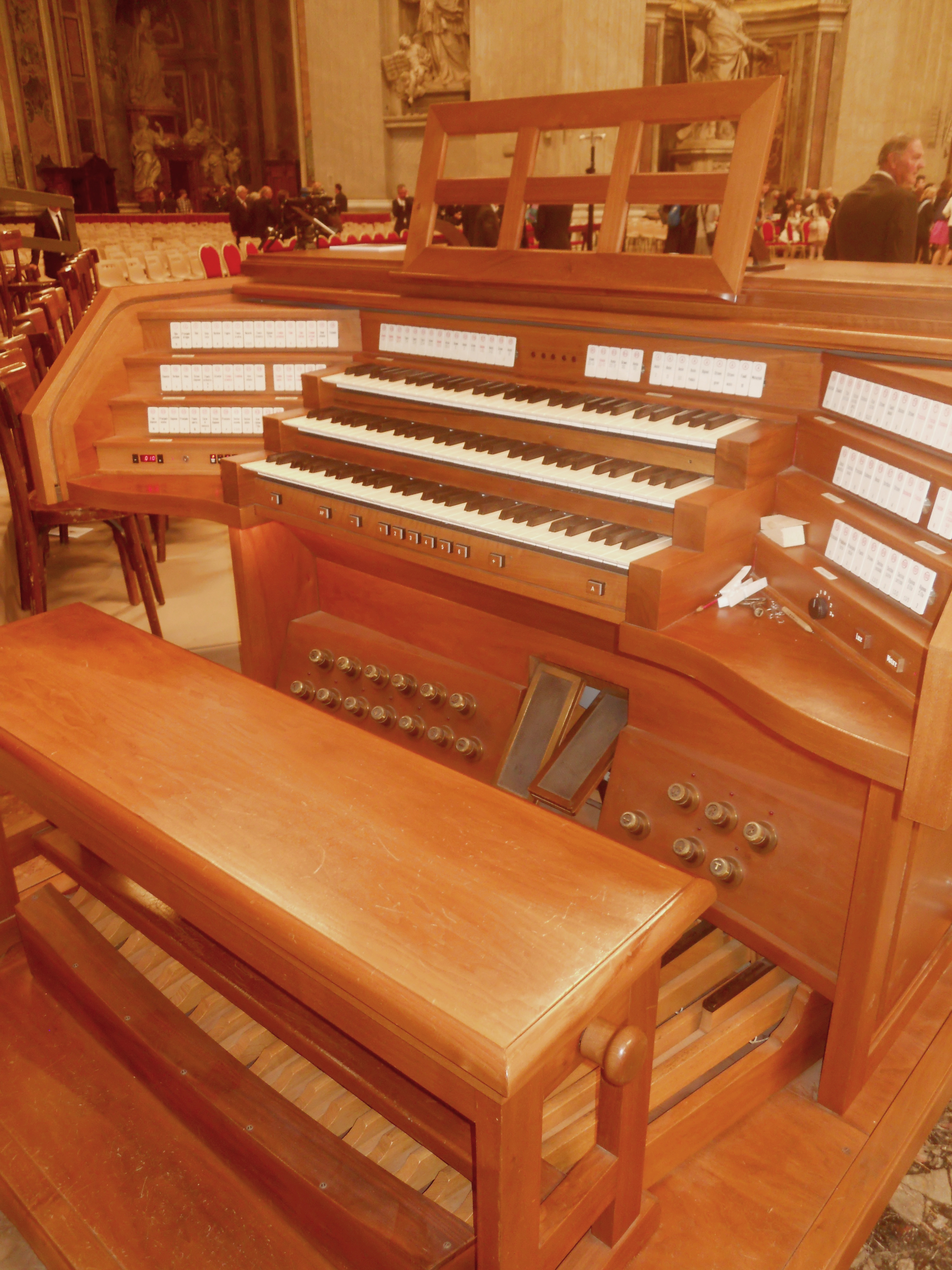
La consolle mobile Mascioni (1999)

L'organo dispone di tre consolle mobili indipendenti:
- la consolle principale, realizzata nel 1963, è situata nell'area riservata al coro nei pressi del corpo di sinistra; essa dispone di quattro tastiere di 61 note ciascuna e pedaliera concavo-radiale di 32 note, con i registri, le unioni, gli accoppiamenti e gli annullatori azionati da placchette a bilico poste ai lati dei manuali e sopra la IV;
- una consolle ausiliaria è situata all'interno del basamento del corpo di destra e comanda solo quel corpo; realizzata nel 1953, ha due tastiere di 61 note ciascuna e pedaliera concavo-radiale di 32 note;
- una terza consolle è stata costruita dalla ditta Mascioni nel 1999, ha trasmissione via radio e comanda tutti e due i corpi ed è collocata di volta in volta dove serve, venendo anche utilizzata per l'accompagnamento musicale delle celebrazioni in piazza San Pietro; essa dispone di tre tastiere di 61 ciascuna (con l'Espressivo e l'Eco espressivo entrambi sul III manuale) e pedaliera concavo-radiale di 32 note, con i registri, le unioni, gli accoppiamenti e gli annullatori azionati da placchette a bilico poste su più livelli ai lati dei manuali e sopra la III.[1]

Di seguito, la disposizione fonica dello strumento:
| I - Positivo aperto |        |
| Principale          | 16'    |
| Principale forte    | 8'     |
| Principale dolce    | 8'     |
| Ottava              | 4'     |
| Duodecima           | 2.2/3' |
| Decimaquinta        | 2'     |
| Decimasettima       | 1.3/5' |
| Ripieno 5 file      | 1.1/3' |
| Ripieno 6 file      | 2'     |
| Tromba              | 8'     |

| II - Grand'Organo    |        |
| Sub diapason         | 16'    |
| Principale stentor   | 8'     |
| Diapason             | 8'     |
| Principale           | 8'     |
| Flauto aperto        | 8'     |
| Corno di camoscio    | 8'     |
| Ottava diapason      | 4'     |
| Prestante            | 4'     |
| Duodecima            | 2.2/3' |
| Decimaquinta         | 2'     |
| Gran ripieno 7 file  | 2'     |
| Ripieno acuto 5 file | 1'     |
| Cimbalo 3 file       | 1/2'   |
| Tromba bassa         | 16'    |
| Tromba forte         | 8'     |
| Tromba squillo       | 8'     |
| Tromba squillo       | 4'     |
| Tromba orizzontale   | 8'     |

| III - Espressivo    |        |
| Tibia profunda      | 16'    |
| Principale di legno | 8'     |
| Tibia               | 8'     |
| Bordone             | 8'     |
| Viola forte         | 8'     |
| Flauto in selva     | 4'     |
| Fugara              | 4'     |
| Nazardo             | 2.2/3' |
| Flauto silvestre    | 2'     |
| Ripieno 5 file      | 2'     |
| Tuba                | 8'     |
| Tromba armonica     | 8'     |
| Tuba clarion        | 4'     |
| Voce celeste        | 8'     |
| Tremolo             |        |

| IV - Eco espressivo |     |
| Diapason            | 8'  |
| Bordone             | 8'  |
| Viola               | 8'  |
| Voce celeste        | 8'  |
| Ottava diapason     | 4'  |
| Flauto orchestrale  | 4'  |
| Ottavino            | 2'  |
| Tromba bassa        | 16' |
| Tromba orizzontale  | 8'  |
| Tromba forte        | 8'  |
| Tromba squillo      | 8'  |
| Tromba armonica     | 8'  |
| Tromba a squillo    | 4'  |
| Trombina            | 4'  |
| Tremolo             |     |

| Pedale               |         |
| Basso acustico       | 32'     |
| Acustico             | 32'     |
| Diapason             | 16'     |
| Principale           | 16'     |
| Tibia profunda       | 16'     |
| Subbasso I           | 16'     |
| Subbasso II          | 16'     |
| Contrabbasso         | 16'     |
| Violone contrabbasso | 16'     |
| Gran quinta          | 10.2/3' |
| Ottava               | 8'      |
| Basso                | 8'      |
| Flauto basso         | 8'      |
| Bordone              | 8'      |
| Violone              | 8'      |
| Ottava I             | 4'      |
| Ottava I             | 4'      |
| Tromba bassa         | 16'     |
| Trombone             | 16'     |
| Bombarda             | 16'     |
| Tromba forte         | 8'      |
| Trombone             | 8'      |
| Tromba               | 8'      |
| Clarone              | 4'      |

## Organi della cappella del Coro
La cappella del coro è situata in corrispondenza della terza campata della navata laterale di sinistra; venne costruita tra il 1609 e il 1614 per accogliere ospitare le liturgie feriali del capitolo della basilica vaticana, compito cui tutt'oggi è deputata.
All'interno di essa si trovano due organi. Entrambi sono collocati in due grandi cantorie costituite da nicchie ad arco ed hanno una mostra uguale, frutto di alterazioni del progetto originario berniniano, ciascuna composta da 39 canne di principale di 16' e decorata da ghirlande dorate con al centro lo stemma di papa Leone XIII (organo di destra) e della Fabbrica di San Pietro (organo di sinistra).

### Organo Morettini
L'organo di sinistra è il più antico dei due: fu costruito dall'organaro Nicola Morettini nel 1887 su progetto fonico di Filippo Capocci. Precedentemente, al suo posto, vi erano stati altri organi, dei quali il più antico di Ennio Bonifazi (1626) sostituito nel 1844 da uno di Filippo Priori.
Lo strumento attuale è a trasmissione integralmente meccanica e la sua consolle, anch'essa in cantoria, dispone di due tastiere di 56 note ciascuna e pedaliera dritta di 27 note, con registri azionati da pomelli ad estrazione posti su più file ai lati dei manuali.
La disposizione fonica è la seguente:
| I - Grand'Organo  |        |
| Principale mostra | 16'    |
| Principale        | 8'     |
| Viola             | 8'     |
| Bordone           | 8'     |
| Salicionale       | 8'     |
| Ottava            | 4'     |
| Pieno             | 5 file |
| Tromba            | 8'     |

| II - Espressivo |        |
| Principale      | 8'     |
| Flauto          | 8'     |
| Voce umana      | 8'     |
| Ottavino        | 4'     |
| Ottava          | 4'     |
| Pieno           | 3 file |
| Clarino         | 8'     |
| Trombina        | 4'     |

| Pedale   |     |
| Subbasso | 16' |
| Basso    | 8'  |

### Organo Tamburini

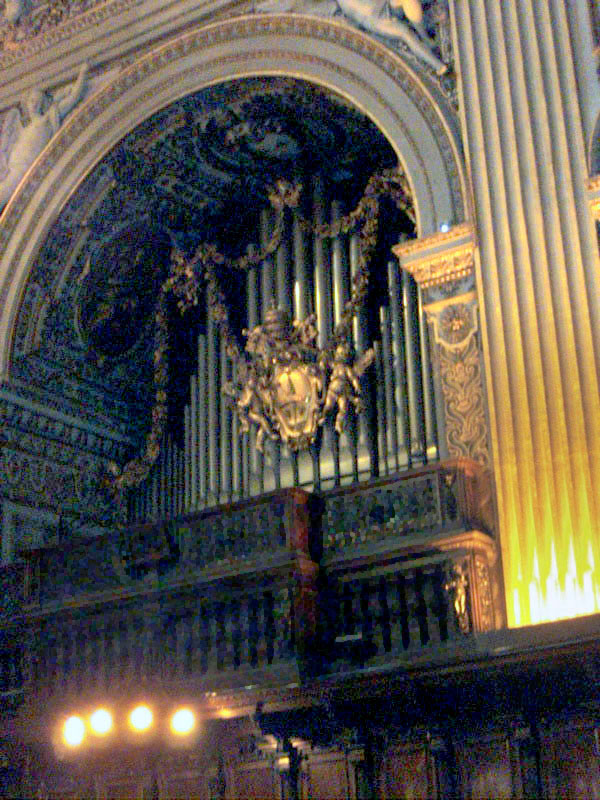
L'organo Tamburini della cappella del Coro

Sulla cantoria di sinistra si trova un secondo organo a canne che venne costruito nel 1974 dalla ditta Tamburini occupando lo spazio vuoto della cantoria posto dietro le canne (vere ma mute) di facciata. L'organo è a trasmissione elettrica e la sua consolle, dalle linee semplici e spigolose, dispone di due tastiere di 61 note ciascuna e pedaliera concavo-radiale di 32 note, con i registri, le unioni e gli accoppiamenti azionati da placchette a bilico.
Di seguito la disposizione fonica:
| I - Grand'Organo |     |
| Principale       | 16' |
| Principale       | 8'  |
| Flauto armonico  | 8'  |
| Dulciana         | 8'  |
| Ottava           | 4'  |
| Flauto a camino  | 4'  |
| XV               | 2'  |
| Ripieno I        |     |
| Ripieno II       |     |
| Tromba           | 8'  |

| II - Espressivo  |        |
| Bordone          | 16'    |
| Flauto traverso  | 8'     |
| Viola d'amore    | 8'     |
| Corno di notte   | 4'     |
| Flauto silvestre | 2'     |
| Pienino          | 3 file |
| Tromba armonica  | 8'     |
| Voce celeste     | 8'     |
| Tremolo          |        |

| Pedale        |     |
| Acustico      | 32' |
| Contrabbasso  | 16' |
| Subbasso      | 16' |
| Ottava        | 8'  |
| Bordone       | 8'  |
| Flauto corale | 4'  |
| Bombarda      | 16' |

## Organo della cappella del Santissimo Sacramento

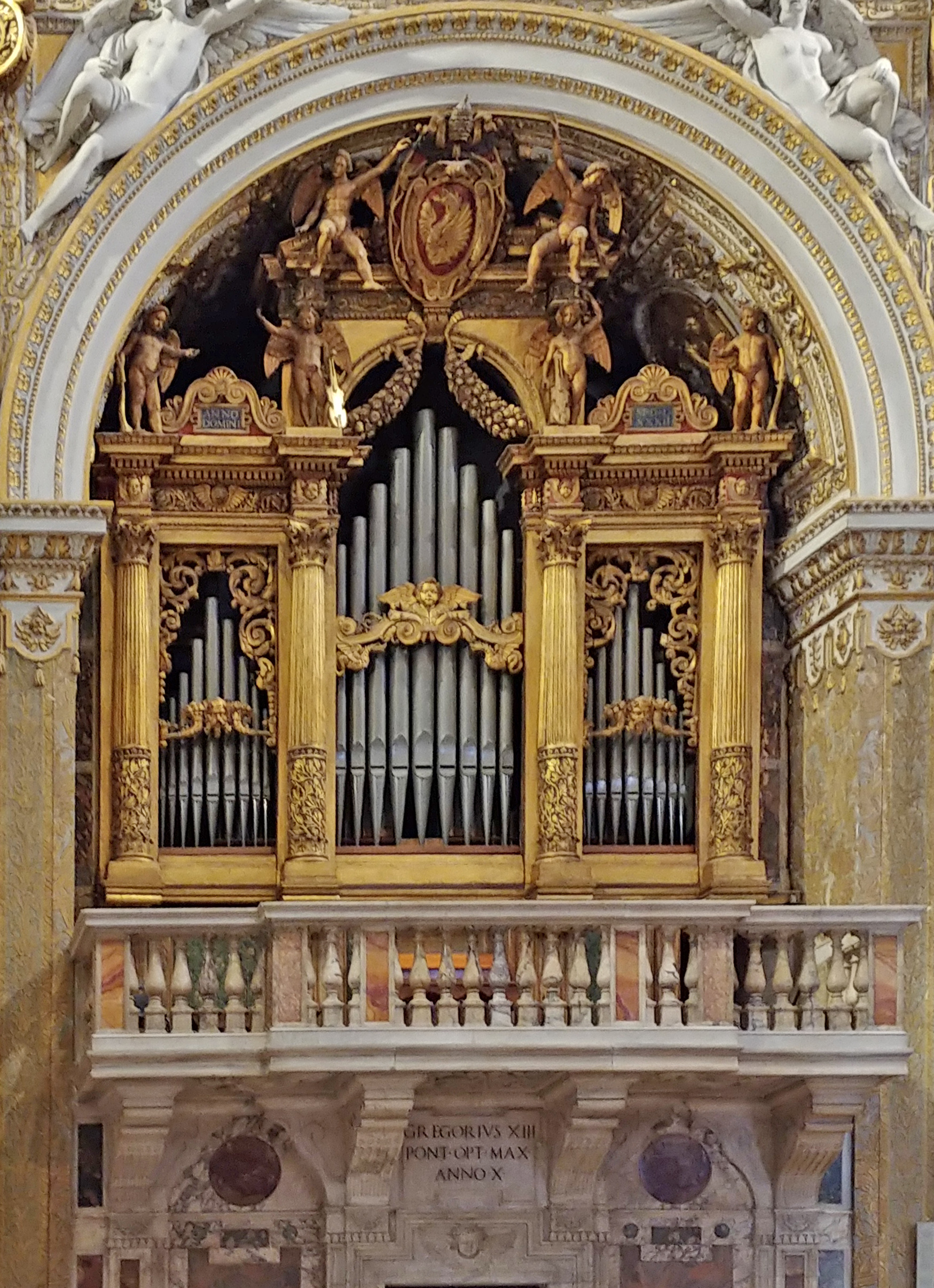
L'organo della cappella del Santissimo Sacramento

Nella cappella del Santissimo Sacramento si trova un organo a canne, opera di Francesco Morettini (1914), frutto della ricostruzione di un precedente strumento costruito nel 1580 da Vincenzo e Marino da Sulmona e modificato nel primo quarto del XVII secolo da Ennio Bonifazi e nuovamente nel 1853.
Lo strumento è a trasmissione integralmente meccanica ed è situato in una grande nicchia nella parete di sinistra della cappella, sopra un'apposita cantoria marmorea; delle due mostre di cui esso disponeva, una verso l'ambulacro della basilica, l'altra verso la cappella, rimane solo quest'ultima, realizzata nel 1582 su disegno di Giacomo Della Porta. La mostra è composta da 27 canne in tre cuspidi del registro di Principale 8', l'unico fuori cassa espressiva. La consolle è situata al centro del basamento della cassa, sporgente da quest'ultimo, con un'unica tastiera di 57 note e pedaliera dritta di 27 note, con i registri azionati da pomelli in unica fila sopra il manuale.
Di seguito la disposizione fonica:
| Manuale    |     |
| Principale | 8'  |
| Viola      | 8'  |
| Bordone    | 8'  |
| Celeste    | 8'  |
| Ottava     | 4'  |
| Pieno I    |     |
| Pieno II   |     |
| Flauto     | 16' |

| Pedale   |     |
| Subbasso | 16' |

## Organo mobile

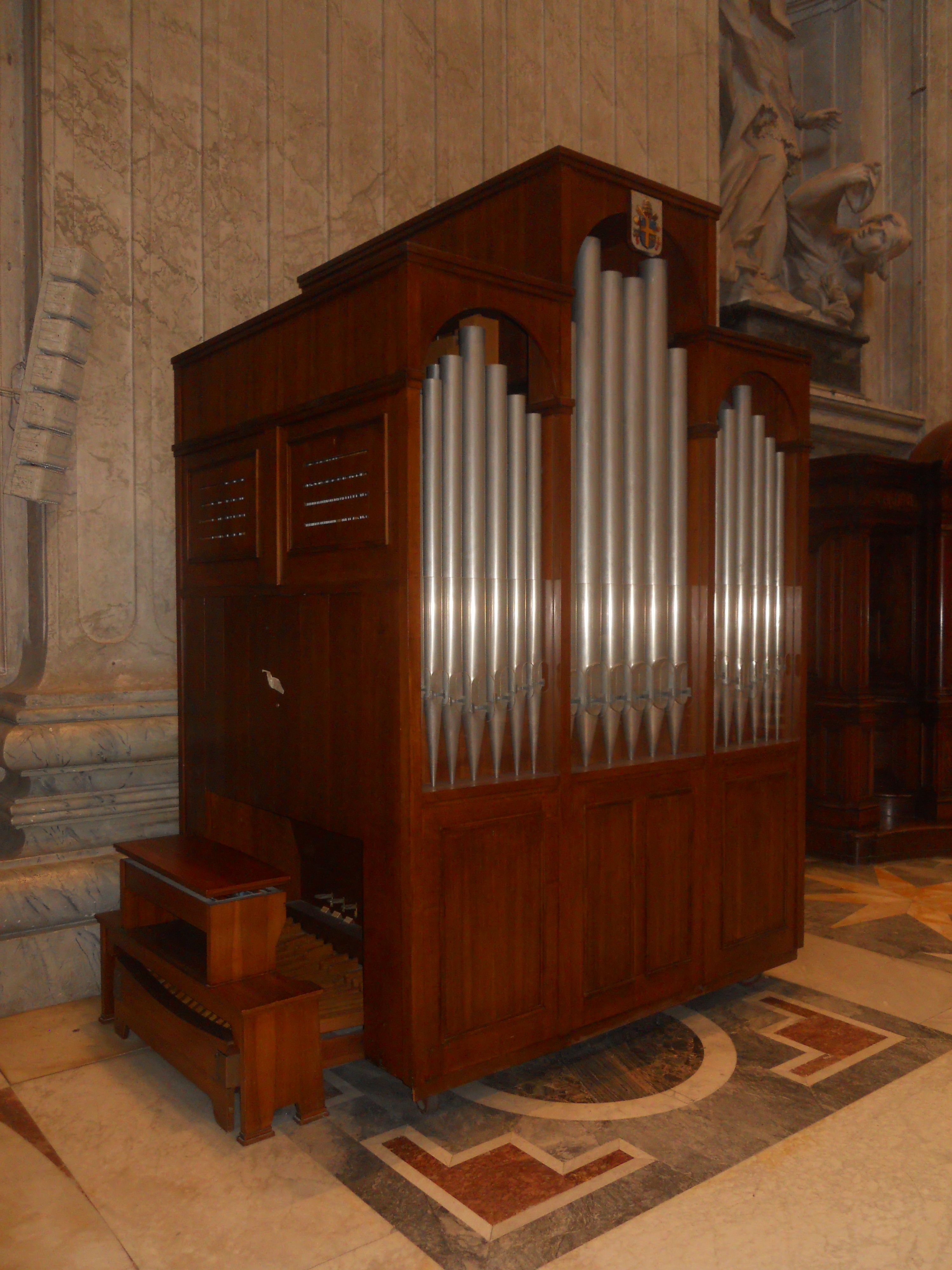
L'organo mobile

Inoltre, nella basilica si trova l'organo a canne mobile Walcker opus 5757, costruito nel 1981; utilizzato per un periodo nelle celebrazioni in Piazza San Pietro, attualmente si trova nel braccio di sinistra del transetto, presso l'altare di destra, dedicato a san Tommaso apostolo. Lo strumento venne donato dal cancelliere della Repubblica Federale Tedesca Helmut Schmidt a papa Giovanni Paolo II l'11 aprile 1985 e benedetto dal pontefice il giorno stesso nella cappella del Santissimo Sacramento della basilica vaticana.
Lo strumento è a trasmissione integralmente meccanica ed è interamente racchiuso da una cassa lignea di fattura geometrica che presenta, sulla parte anteriore, una mostra composta da 19 canne di principale in tre campi (quelli laterali con sette canne ciascuno, quello centrale con cinque), sormontata dallo stemma di Giovanni Paolo II. La consolle è a finestra e dispone di due tastiere di 58 note ciascuna e pedaliera concava di 30 note, con i registri azionati da pomelli ad estrazione posti su due colonne, una alla destra e una alla sinistra dei manuali.
Di seguito la disposizione fonica dello strumento:
| I - Hauptwerk |        |
| Prinzipal     | 8'     |
| Rohrflöte     | 8'     |
| Oktave        | 4'     |
| Feldflöte     | 2'     |
| Mixtur IV     | 1.1/3' |

| II - Positiv |    |
| Holzgedackt  | 8' |
| Gemshorn     | 4' |
| Prinzipal    | 2' |
| Scharf III   | 1' |

| Pedalwerk |     |
| Subbass   | 16' |
| Posaune   | 8'  |

## Organisti della Basilica Vaticana
Cappella Musicale "Giulia"
- Giovan Battista Zucchelli (?-1597)
- Ercole Pasquini (1597-1608)
- Girolamo Frescobaldi (1608-1643)
- Alessandro Costantini (1643-1657)
- Fabrizio Fontana (1657-1691)

...
- Salvatore Meluzzi (1854-1883)
- Remigio Renzi (1883-1938)

...
- Fernando Germani (1948-1959)
- Erich Arndt (1960-1979)
- James Edward Goettsche (1989- dal 2018 emerito)
- Josep Solé Coll (2012-oggi)
- Gianluca Libertucci (dal 7/1/2024)
- Massimiliano Gucci (dal 7/1/2024)
- Francesco Percuoco (dal 7/1/2024)

Cappella Musicale Pontificia "Sistina"

- Juan Paradell Solé (2010- dal 2021 emerito)
- Josep Solé Coll (10/4/2021 - oggi)

Coro del Vicariato per la Città del Vaticano (unificato con la Cappella Musicale "Giulia" dal 7/1/2024)
- Gianluca Libertucci (1991-2024)
- Aurelio Porfiri (1993-2008)
- P. Vittorino Serrao (1986-2018)
- Fabio Avolio (1990-2024)
- Massimiliano Gucci (2002-2024)
- Giovanni Clavorà Braulin (2016-2024)